# Pinchas Zukerman
Pinchas Zukerman (Tel Aviv, 16 de julio de 1948) es un afamado  violista, violinista y director de orquesta israelí.

## Biografía
Zukerman nace en Israel, en el año de su fundación (1948). De entonces recuerda una pequeña choza donde vivía con sus padres. Sus primeras lecciones de violín, las bodas y los bar mitzvah donde tocaba su padre y el descubrimiento más bien prosaico de la vocación como “una manera de ganarse la vida”. Tanto que a su brazo derecho, con el que logra toda la fuerza y emoción en el instrumento, todavía lo llama la cuenta bancaria. “¡Es el que te da de comer!”, les dice a sus alumnos.
A los ocho años entró en la Academia de Música de Tel Aviv, donde estudió con Ilona Feher, que había sido alumna de Hubay. En 1962, apadrinado por el violinista Isaac Stern y por el violonchelista Pau Casals, se trasladó a Nueva York para ampliar su formación en la prestigiosa Juilliard School con Ivan Galamian, y permaneció allí hasta 1967, fecha en la que fue galardonado con el Leventritt Memorial. Debutó en Nueva York en 1963. En 1966 participa en el Festival de los Dos Mundos de Spoleto (Italia) y a partir de esa fecha inició su carrera como solista en Norteamérica. Debutó en el Lincoln Center de Nueva York en 1969, y más tarde en Europa. En 1968 realizó su primera grabación musical, interpretando el Concierto para violín y orquesta de Chaikowski. Ha grabado la integral de sonatas para violín de Beethoven con el pianista argentino Daniel Barenboim y los tríos con piano del mismo compositor con Barenboim y la violonchelista Jacqueline du Pré. Su interés por la viola se despertó en su época de estudiante en Nueva York. Este instrumento se adapta perfectamente a la fisonomía de Zukerman y es perfecto para interpretar música de cámara, si bien en ocasiones Zukerman lo ha utilizado como instrumento solista. Con la viola ha grabado la Sinfonía Concertante K364 de Mozart, con Isaac Stern al violín y la English Chamber Orchestra. En ocasiones toca la viola acompañando a su amigo el violinista Itzhak Perlman en grabaciones y recitales. La faceta de Zukerman como director de conjuntos de cámara comenzó en 1971, fecha en la que debutó al frente de la English Chamber Orchestra interpretando conciertos de Bach y Vivaldi con él mismo como solista al violín. En junio de 1974 debutó con la New Philharmonia Orchestra en el Royal Festival Hall de Londres.
Entre 1980 y 1987 fue director de la Orquesta de Cámara Saint Paul en Minnesota. 
Se casó con la actriz Tuesday Weld en 1985 pero se divorciaron en 1998.
Es amigo íntimo de Daniel Barenboim e Itzhak Perlman con quien forma una conocida cofradía artística. Un grupo, auspiciado intelectualmente por Isaac Stern, que revolucionó la clásica en Nueva York y Londres con su descarado talento. “Simplemente interpretábamos música y nos llevábamos muy bien. Pero cuando estás en la veintena no piensas que haces algo importante. Solo sabíamos que había algo único en nuestras habilidades. Comíamos juntos, teníamos aventuras…, pero el mundo en el que crecimos ha cambiado”, dice al respecto.
Actualmente está casado con la chelista principal de la Orquesta de la NAC, Amanda Forsyth. 
Vive en la exclusiva área Rockcliffe Park de Ottawa. 
Tiene dos hijas, Arianna y Natalia, de su matrimonio de 15 años con la flautista y novelista Eugenia Zukerman. Ambas hijas son vocalistas; Arianna es cantante de ópera, mientras que Natalia Zukerman es músico de folk-rock. 
Zukerman ha grabado alrededor de 100 obras y ha sido nominado 21 veces para el premio Grammy, de los que ganó dos.
Es un devoto e innovador pedagogo, Zukerman lidera el “Pinchas Zukerman Performance Program” en la Escuela de Música de Manhattan, donde ha impulsado el uso de la tecnología en las artes en la impartición de cursos a distancia. En Canadá, ha establecido el NAC Instituto para Estudios Orquestales y el Instituto de verano que abarca programas para jóvenes artistas, directores y compositores.
En abril de 1998 fue nombrado Director Musical de la Orquesta del Centro Nacional de las Artes (NACO) de Canadá.
Toca el violín "Dushkin" de Guarnerius del Gesù (1742).

## Premios y distinciones
- Premio Grammy a la Mejor Interpretación de Música de Cámara: Itzhak Perlman y Pinchas Zukerman por Música para dos violines de Moszkowski: Suite para Dos Violines/Shostakóvich: Duetos/Prokófiev: Sonata para Dos Violines) (1981)
- Premio Rey Salomón
- Medalla de las Artes presentado en 1983 por el presidente Ronald Reagan
- Premio Isaac Stern a la Excelencia Artística

## Discografía parcial
- Bach, Violin Concertos - Itzhak Perlman/Daniel Barenboim/Pinchas Zukerman, 1986 EMI
- Bach & Vivaldi: Concertos for Two Violins - Isaac Stern/Layton James/Pinchas Zukerman/Richard Killmer/Saint Paul Chamber Orchestra, 1982 SONY BMG/CBS
- Beethoven: Piano Trios, Op. 1 & 97 "Archduke" - Variations and Allegrettos - Daniel Barenboim/Jacqueline du Pré/Pinchas Zukerman, 2001 EMI
- Beethoven, Violin Sonatas - Pinchas Zukerman, EMI
- Beethoven: String Trios Opp.3, 8 & 9 - Itzhak Perlman/Lynn Harrell/Pinchas Zukerman, 1992 EMI
- Beethoven: Violin Concerto in D - Stravinsky: The Rite of Spring - New York Philharmonic/Pinchas Zukerman/Zubin Mehta, 2007 Deutsche Grammophon
- Beethoven - Schubert - Dvorak: Romances - Pinchas Zukerman & St. Paul Chamber Orchestra, 1987 Philips
- Boccherini: Cello Concerto - J.C. Bach: Sinfionia concertante - Pinchas Zukerman/Yo-Yo Ma/The Saint Paul Chamber Orchestra/Layton James, 1987 Sony
- Brahms, Son. vl. y p. n. 1-3/Scherzo/Son. viola - Zukerman/Barenboim, Deutsche Grammophon
- Brahms & Bruch, Violin Concertos - London Philharmonic Orchestra/Los Angeles Philharmonic/Pinchas Zukerman/Zubin Mehta, 2003 BMG/RCA
- Franck: Violin Sonata - Saint-Saëns: Violin Sonata n.º 1 - Marc Neikrug & Pinchas Zukerman, 1986 Philips
- Mendelssohn, Violin Concerto - Octet - St. Paul Chamber Orchestra & Pinchas Zukerman, 1984 Philips
- Mozart: Sinfonia concertante, K. 364 - Israel Philharmonic Orchestra/Itzhak Perlman/Pinchas Zukerman/Zubin Mehta, 1985 Deutsche Grammophon
- Mozart, The Horn Concertos - Hermann Baumann/Pinchas Zukerman/St. Paul Chamber Orchestra, 1985 Philips
- Mozart, Complete Sonatas for Violin and Piano - Pinchas Zukerman & Marc Neikrug, 1991/1993 Sony
- Mozart: Violin Concertos n.º 4, K. 218 & n.º 5, K. 219 - Adagio, K. 261 - Rondo, K. 373 - Pinchas Zukerman, 1982/1984 Sony
- Schubert, Tríos p. n. 1-2 - Ashkenazy/Zukerman/Harrell, Decca
- Vivaldi, Las Cuatro Estaciones - Isaac Stern/Israel Philharmonic Orchestra/Itzhak Perlman/Pinchas Zukerman/Shlomo Mintz/Zubin Mehta, 1983 Deutsche Grammophon
- Vaughan Williams: "Greensleeves," The Lark Ascending - Delius: Two Pieces; Two Aquarelles - Walton: Two Pieces - Neil Black & Pinchas Zukerman, 1993 Deutsche Grammophon
- Vaughan-Williams Elgar, Lark ascending/Fant. Thomas Tallis/ Serenata op. 20/Salut d'amour - Zukerman/RPO, 2016 Decca
- Itzhak Perlman & Pinchas Zukerman – Play Music For Two Violins, 1981 EMI - Grammy Award for Best Chamber Music Performance 1981
- Isaac Stern: 60th Anniversary Celebration - Stern/Perlman/New York Philharmonic/Zukerman/Mehta, 1981 Sony - (Grammy) 1982
- Zukerman, Complete recordings on Deutsche Grammophon and Philips - 2016 Deutsche Grammophon